# Adrian Daninos
Adrian Daninos oder auch Adrien, Adrianos, (* 1. April 1887 in Alexandria; † 23. September 1976 in Kairo) war ein griechisch-ägyptischer Agraringenieur.

## Biografie
Daninos wurde als Sohn des Archäologen Albert Daninos-Pacha und seiner Frau Athina in Alexandria geboren. Er studierte in Frankreich (wo auch seine Cousins Jean Daninos und Pierre Daninos lebten) Agronomie und Jura und kehrte nach dem Studium nach Ägypten zurück.
Erstmals mit der Elektrifizierung und dem Bau eines Damms in Assuan beschäftigte er sich 1912. Mit dem Erbe seines Vaters in Höhe von 100.000 Pfund, das er nach dessen Tod 1925 erhielt, finanzierte er die Entwicklung des Projekts. Er hoffte, dass dieses den Lebensstandard und das Schicksal des ägyptischen Volkes ändern würde. 1940 trat er auch in Kontakt mit Hydrologen, die Projekte am Oberlauf des Nil realisiert hatten. 
1947 entwickelte er die Idee für ein Projekt eines einzigen großen Staudammes oberhalb von Assuan, ein Jahr später präsentierte er das Projekt der ägyptischen Regierung, die jedoch kein großes Interesse zeigte. Er nahm Kontakt mit Offizieren auf, die Nasser nahestanden. Sie reichten die Pläne weiter und bereits am 30. Juli 1952, vier Tage nach dem Sturz von Faruq, wurden die Pläne ernsthaft diskutiert. Anfang 1960 begann schließlich der Bau des Assuan-Staudamms.
Vergessen und verarmt starb Adrian Daninos an den Folgen eines Unfalls im Alter von 89 Jahren.
| Personendaten    | Personendaten                         |
| ---------------- | ------------------------------------- |
| NAME             | Daninos, Adrian                       |
| KURZBESCHREIBUNG | griechisch-ägyptischer Agraringenieur |
| GEBURTSDATUM     | 1. April 1887                         |
| GEBURTSORT       | Alexandria                            |
| STERBEDATUM      | 23. September 1976                    |
| STERBEORT        | Kairo                                 |